# Zdeněk Svěrák
Zdeněk Svěrák, född 28 mars 1936 i Prag, är en tjeckisk manusförfattare och skådespelare. Han var språklärare i tjeckiska innan han började skriva filmmanus till TV. Hans manus lade grunden för de mest framgångsrika filmerna under 70- och 80-talet. Sedan början av 90-talet har Zdeněk endast samarbetat med sin son Jan Svěrák.

## Filmografi (urval)
- 2001 - Det djupa blå (Tmavomodrý svět)
- 1996 - Kolya (Kolja)
- 1994 - Akumulator (Akumulátor I)
- 1991 - Grundskolan (Obecná škola)